# Iftime (hija de Doro)
En la mitología griega Iftime o Iftima (en griego Ἰφθίμη, Iphthíme) era una de las hijas de Doro y madre, por Hermes, de ciertos sátiros.
En las Dionisíacas, Nono nos habla, en una nomina significantia, de los sátiros que participaron en el tíaso de Dioniso, en su lucha contra los indios. «A estos sátiros cornudos les dirigían los siguientes caudillos: Pemenio, Tíaso, Hipsícero, Orestes y el cornudo Flegreo, secundado por Napeo. Acudió asimismo Gemón, y el audaz Licón con sus armas, Fereo, amante de los juegos, seguía al sonriente Petreo, mientras que el montés Lamis tenía como camarada de viaje a Lenobio. Escirto se ponía en el camino con Estro y junto a Ferespondo marchaba ya Lieo, el sonoro heraldo, y Prónomo, admirado por su prudencia. A todos ellos había engendrado Hermes tras unirse a Iftime en oculto himeneo. Ella a su vez era hija de Doro, vástago de la estirpe de Zeus, y raíz de la familia de Helén, pues a partir del patriarca Doro floreció la sangre aquea de la tribu doria. A ellos, el honor y el cetro de heraldo celestial les concedió Irafíotes, su padre, sembrador de sapiencia».
Estrabón dice que de Hecateo («centenar») y de una hija innominada de Foroneo nacieron cincuenta hijas, y que éstas a su vez fueron las madres de las tribus de las ninfas (oréades), diosas de las montañas; de los sátiros, inútiles e incapaces de trabajar; y de los curetes, dioses juguetones y danzarines». En el Catálogo de mujeres fue Doro, no Hecateo, el consorte de la Forónide innominada. En esa versión Iftime y cuatro hermanas cuyos nombres no han sobrevivido son Dórides, y por lo tanto hermanas de Egimio.
Compárese con las hijas de Eolo citadas en un escolio: Eole, Asticratía, Día, Hefestia, Ifte y Peribea.